# Heliconius tellus
Heliconius tellus är en fjärilsart som beskrevs av Riffarth 1903. Heliconius tellus ingår i släktet Heliconius och familjen praktfjärilar. Inga underarter finns listade i Catalogue of Life.